# 维雷苏巴尔
维雷苏巴尔（法語：Virey-sous-Bar，法語發音：[viʁɛ su baʁ]，意为“巴尔下方的维雷”）是法国奥布省的一个市镇，位于该省南部偏东，属于特鲁瓦区。

## 地理
维雷苏巴尔（48°8'26"N, 4°18'18"E）面积10.85 平方千米，位于法国大東部大區奥布省，该省份为法国中北部省份，北起马恩省，西接塞纳-马恩省，西南至约讷省，东南至科多尔省，东临上马恩省。
与维雷苏巴尔接壤的市镇（或旧市镇、城区）包括：布尔吉尼翁、库尔特诺、富谢尔、萨尔斯河畔瑞利。

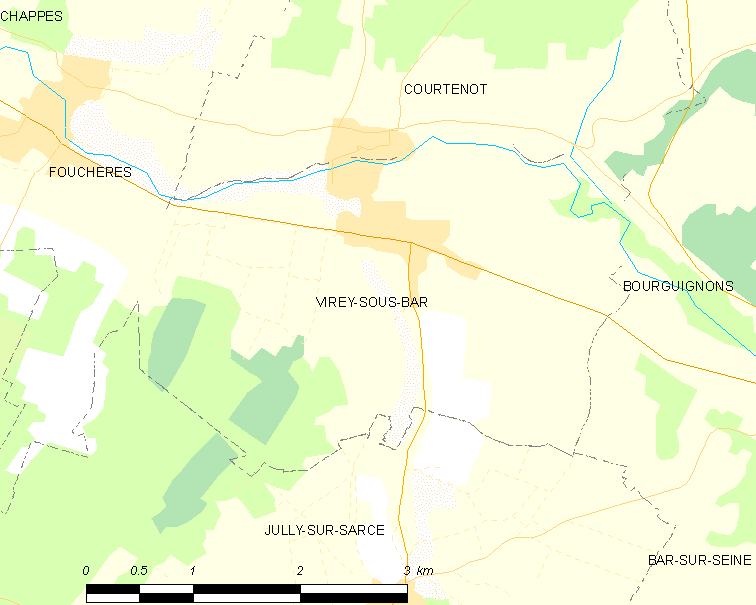
维雷苏巴尔的OSM定位图

维雷苏巴尔的时区为UTC+01:00、UTC+02:00（夏令时）。

## 行政
维雷苏巴尔的邮政编码为10260，INSEE市镇编码为10437。

## 政治
维雷苏巴尔所属的省级选区为塞纳河畔巴尔县。

## 人口

1962-2008年间维雷苏巴尔人口变化图示

维雷苏巴尔于2022年1月1日时的人口数量为591人。